# Жълтоклюн щъркел
Жълтоклюният щъркел (Mycteria ibis) е птица от семейство Щъркелови. Среща се и в България.

## Физически характеристики
Тегло на тялото - 1,9-2,3 кг.

## Разпространение
Разпространен е в Южна Испания, Северен Мадагаскар, Централна и Южна Африка. В България е установен еднократно като случаен транссахарски залетник.

## Начин на живот и хранене
Храни се с насекоми (бръмбари, мравки, пеперуди и богомолки), риби, земноводни (жаби и гущери), червеи, малки бозайници.

## Размножаване
Гнездото се строи от мъжкия, докато женската търси храна и клонки. Любовният им период са месеците март и април.